# Demjata
Demjata (hongrois : Deméte) est un village de Slovaquie situé dans la région de Prešov.

## Histoire
Première mention écrite du village en 1330.

## Démographie

### Évolution de la population
| Année:               | 1994. | 2004.   | 2014.   | 2024.   |
| -------------------- | ----- | ------- | ------- | ------- |
| Nombre de personnes: | 987   | 1072    | 1076    | 1086    |
| Différence:          |       | +8,61 % | +0,37 % | +0,92 % |

| Année:               | 2023. | 2024.   |
| -------------------- | ----- | ------- |
| Nombre de personnes: | 1082  | 1086    |
| Différence:          |       | +0,36 % |

## Célébrités
- Stanislav Šesták - footballeur (VfL Bochum)